# Teen Spirit (дезодорант)

Ранний дизайн дезодоранта с ароматом «Orchard Blossom»

«Teen Spirit» — марка дезодоранта, выпускавшаяся с 1991 года фирмой Mennen. После поглощения Mennen в 1992 году права на бренд перешли к концерну Colgate-Palmolive.
«Teen Spirit» был выпущен в начале 1991 года и, благодаря агрессивной рекламной кампании Mennen, вскоре «занял рыночную нишу» в сегменте девочек-подростков. Также росту продаж дезодоранта способствовала популярность песни «Smells Like Teen Spirit» гранж-группы Nirvana, название которой было вдохновлено фразой Кэтлин Ханны (вокалистом панк-группы Bikini Kill) «Kurt Smells Like Teen Spirit» (рус. «От Курта пахнет Teen Spirit») которую она написала на стене дома Курта Кобейна (так как тогдашняя подруга музыканта, Тоби Вэйл, пользовалась «Teen Spirit»). Кобейн интерпретировал эту фразу, как лозунг с революционным подтекстом, «От Курта веет подростковым духом», поскольку, в тот вечер, они разговаривали об анархизме, панк-роке и других схожих темах. Впоследствии музыкант утверждал, что узнал о существовании дезодоранта только спустя несколько месяцев после выхода сингла.
Когда Mennen была приобретена Colgate-Palmolive бренд «Teen Spirit» считался одним из самых популярных продуктов своего класса, среди девочек-подростков. Из-за огромной популярности дезодоранта, Colgate-Palmolive приняли решение запустить отдельную линию продуктов по уходу за волосами, под тем же брендом. Она была выпущена в августе и, как и прогнозировалось, имела очень хорошие продажи. Бренд «Teen Spirit» начал терять популярность, после снижения ажиотажа вокруг песни. Вскоре компания была вынуждена отказаться от линии ухода за волосами, но сохранила дезодоранты. В нынешнее время выпускается только «Teen-Spirit Stick», в двух видах: «Pink Crush» и «Sweet Strawberry». Дезодоранты доступны в форматах 40 или 69 грамм.

## Виды
- Pink Crush
- Sweet Strawberry [10]
- Berry Blossom (больше не выпускается)
- Pop Star (больше не выпускается)
- Baby Powder Soft (больше не выпускается)
- Romantic Rose (больше не выпускается)
- California Breeze (больше не выпускается)
- Ocean Surf (больше не выпускается)
- Caribbean Cool (больше не выпускается)
- Orchard Blossom (больше не выпускается)